# Regula Elsener
Regula Elsener (* 3. März 1975) ist eine Schweizer Journalistin, Buchautorin und ehemalige TV-Moderatorin vom Schweizer Fernsehen.

## Leben
Regula Elsener ist im Thurgau aufgewachsen. Zusammen mit ihrem Mann hat sie zwei Töchter. Heute lebt sie mit ihrer Familie in der Nähe von Uster.

## Karriere
Als 15-Jährige schrieb Regula Elsener ihren ersten Zeitungsartikel. Nach ihrem Diplom als Handelskauffrau gelang ihr mit 21 Jahren der Sprung zum Schweizer Fernsehen. Dort moderierte sie diverse Sendungen wie TAF, Weekend Music, Zirkusfestival Monte Carlo, Tagesschau Nacht sowie fünf Mal die Samstagabend-Sendung Ein Abend mit….
1998 war sie einige Monate lang Aushängeschild der Wettershow bei RTL Schweiz.
2005 beendete sie ihre Karriere als TV-Moderatorin. Heute arbeitet sie als freischaffende Journalistin und Event-Moderatorin.

## Werke
- Sex and the City ist nicht alles – wie frau erwachsen wird Orell Füssli Verlag, Zürich 2005, ISBN 3-280-05150-9.